# Museu de Arte de Tel Aviv
O Museu de Arte de Tel Aviv (hebraico: מוזיאון תל אביב לאמנות Muze'on Tel Aviv Lamanut) é um museu de arte em Tel Aviv, Israel. 
Foi estabelecido em 1932 em um prédio que foi o lar do primeiro prefeito de Tel Aviv, Meir Dizengoff. O Pavilhão Helena Rubinstein para Arte Contemporânea abriu em 1959. O museu mudou-se para sua localização atual na Avenida King Saul em 1971. Outra ala foi adicionada em 1999 e o Jardim de Escultura Lola Beer Ebner foi estabelecido. [1] O museu também contém Centro de Educação Artística Joseph e Rebecca Meyerhoff, inaugurado desde 1988.
O museu abriga uma coleção abrangente de arte clássica e contemporânea, especialmente a arte israelense, um jardim de escultura e uma ala juvenil.

## Coleção permanente
A coleção do museu representa alguns dos principais artistas da primeira metade do século XX e muitos dos principais movimentos da arte moderna neste período: o fauvismo, o expressionismo alemão, o cubismo, o futurismo, o construtivismo russo, o movimento De Stijl e o surrealismo, a arte francesa , impressionistas e pós-impressionistas para a Escola de Paris, incluindo obras de Chaim Soutine, e obras-chave de Pablo Picasso do período azul e neoclássico até o período final, e trabalhos surrealistas de Joan Miró.
A coleção inclui várias obras de arte, entre elas a pintura Friedericke Maria Beer, 1916, pelo artista austríaco Gustav Klimt e Untitled Improvisation V, 1914, pelo mestre russo Wassily Kandinsky.
A Colecção Peggy Guggenheim, doada em 1950, inclui 36 obras de artistas abstratos e surrealistas, incluindo obras de Jackson Pollock, William Baziotes e Richard Pousette-Dart, e obras surrealistas de Yves Tanguy, Roberto Matta e André Masson.

## Exibições temporárias
Além de uma coleção permanente, o museu possui exposições temporárias de trabalhos de artistas individuais e shows de grupo com curadoria em torno de um tema comum.

## Edifício Herta e Paul Amir
Em novembro de 2011, o prédio Herta e Paul Amir no lado ocidental do museu abriu. Ele abriga um arquivo de arquitetura israelense e uma nova seção de Fotografia e artes visuais. O novo edifício foi projetado pelo arquiteto Preston Scott Cohen.  A nova ala abriga 18.500 pés quadrados de espaço de galeria em cinco andares. 